# Palamidi

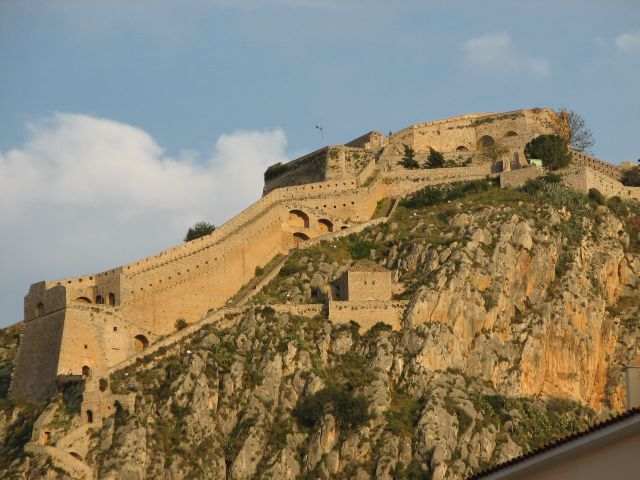
Festung Palamidi

Die Festung Palamidi (griechisch Παλαμήδι) ist eine venezianische Festung im Stadtgebiet von Nafplio auf dem Peloponnes im südlichen Teil des griechischen Festlandes. Die Festung liegt auf einem 216 Meter hohen Berg gleichen Namens östlich von Nafplio und wurde von den Venezianern während der Herrschaft von Morea erbaut (1686 bis 1715).

## Namensgebung
Die Festung erhielt ihren Namen von Palamedes, einem Held des Trojanischen Krieges der griechischen Mythologie.

## Geschichte

### Venezianische Zeit 1686 bis 1715

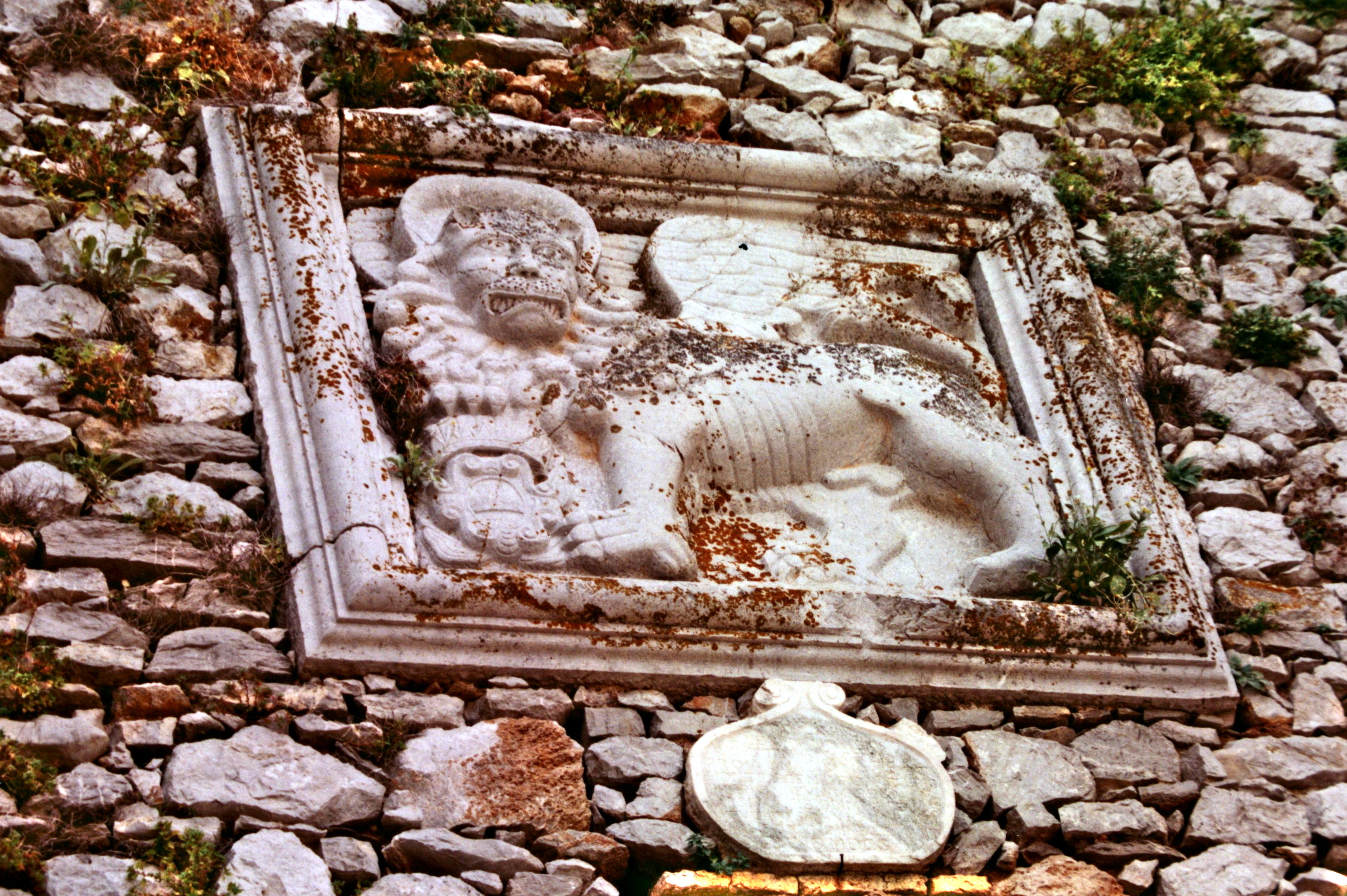
Venezianischer Löwe

Nach der Eroberung Nafplios durch Francesco Morosini war der Bau einer strategischen Befestigungsanlage notwendig geworden. Der Bau stellte ein großes und ehrgeiziges Projekt dar. Trotzdem wurde die Kernanlage in relativ kurzer Zeit von 1711 bis 1714 fertiggestellt. Auf die östliche Umfassungsmauer wurde allerdings kein besonderer Wert gelegt, da man der Meinung war, sie könne aufgrund der steilen Berglage der Festung nicht überwunden werden. Die Festung wurde im barocken Stil nach Plänen der Baumeister Antonio Giaxich und Lasalle errichtet. Durch die strategische Lage am Argolischen Golf konnte nun der Zugang zur Stadt, zum Hafen und zum Argolischen Golf kontrolliert werden.

### Osmanische Zeit 1715 bis 1822
Im Jahre 1715 wurde die Festung von den Türken überrannt. Unter osmanischer Herrschaft wurde die Festung mehrfach erweitert. Sie blieb bis zur Griechischen Revolution im Jahr 1822 unter ihrer Kontrolle.

### Griechische Zeit 1822 bis heute

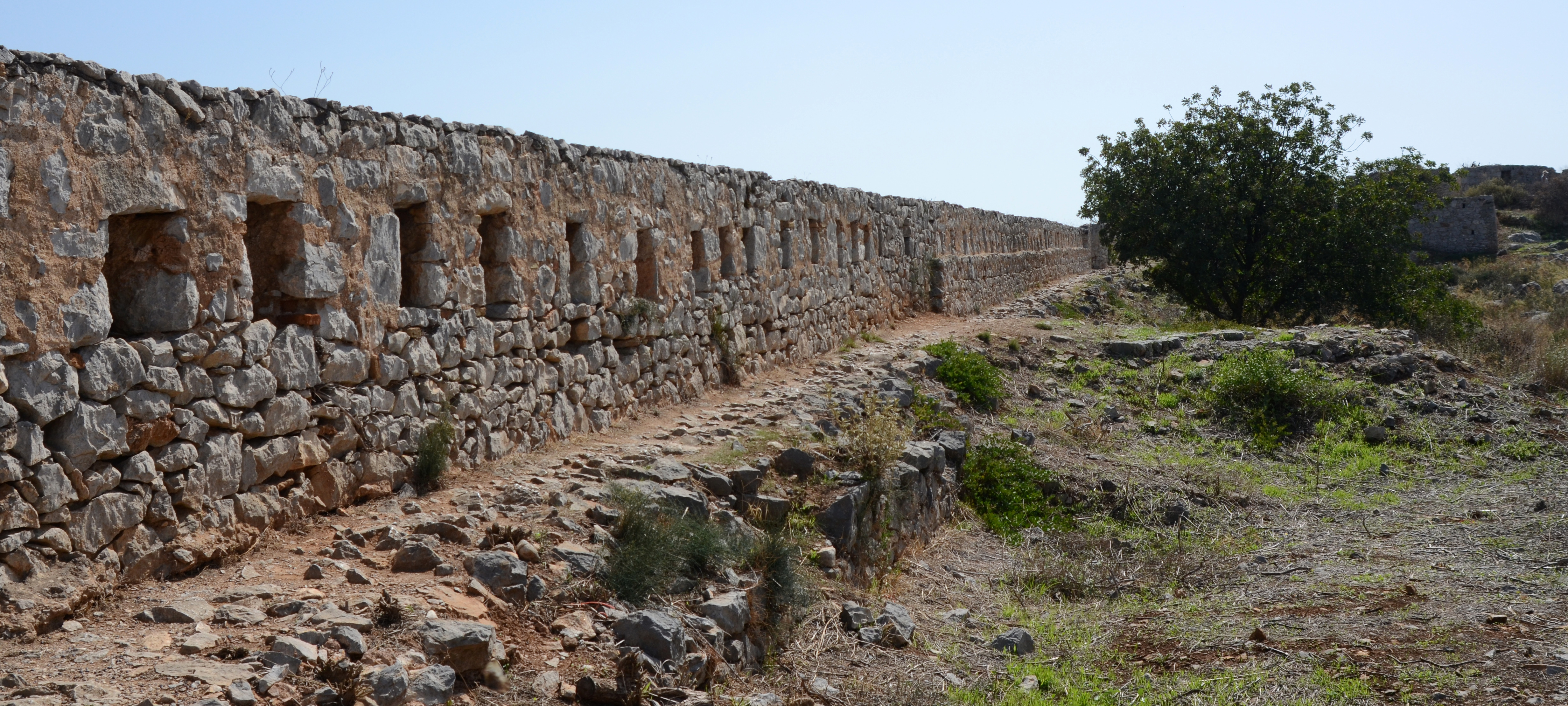
Umfassungsmauer an der Westseite

Die Griechen versuchten im Unabhängigkeitskrieg mehrfach erfolglos die Festung einzunehmen. Die Rückeroberung gelang erst am 29. November 1822 durch Staikos Staikopoulos. In einem Handstreich mit rund 350 Soldaten konnte er die nur schwach besetzte und nur etwa zwei Meter hohe Umfassungsmauer überwinden und in das Innere der Festung eindringen. Die nur kleine Besatzung der Festung gab ohne weitere Kampfhandlungen auf. Nafplio wurde zur ersten Hauptstadt Griechenlands. Im Andenken an die Rückeroberung finden jedes Jahr am 30. November in Nafplio Gedenkfeiern statt.

## Aufbau

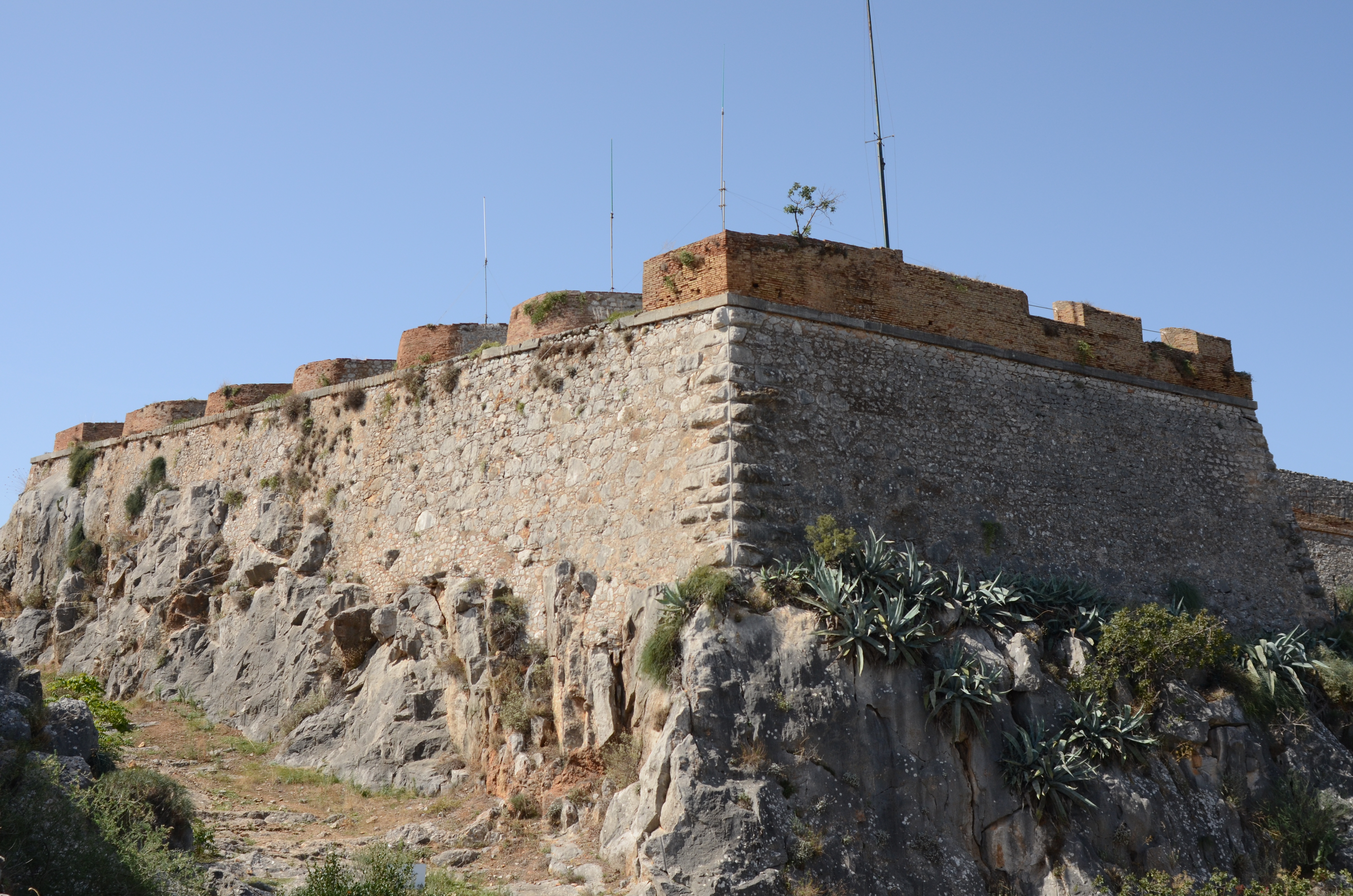
Bastion der Festung Palamidi

Die Festung besteht aus insgesamt acht Bastionen. Die Venezianer benannten die einzelnen Bastionen nach den venezianischen Provinzen (Provveditore). Nachdem die Festung an die Osmanen gefallen war, wurden die Bastionen mit türkischen Namen versehen. Nach der Rückeroberung durch die Griechen benannten diese die einzelnen Bastionen nach griechischen Persönlichkeiten und mythischen Helden um. Diese Namen sind noch heute im Gebrauch:
- Epaminondas,
- Miltiades,
- Leonidas,
- Phokion,
- Achilles,
- Themistokles.

Die beiden letzten Bastionen wurden nach
- dem Apostel Andreas (Agios Andreas)
- und dem französischen Philhellenen Robert (starb in der Schlacht um die Akropolis, 1821 bis 1822)

benannt.
In der zentralen Bastion im barocken Stil gibt es zwei Bauwerke:
- Die Kirche Agios Andreas, die direkt in die Festungswälle integriert ist.
- Die als „Miltiades“ oder heute auch als Gefängnis von Kolokotronis bezeichnete Bastion, die als Gefängnis benutzt wurde. Prominentester Insasse war der Held des griechischen Unabhängigkeitskrieges Theodoros Kolokotronis. Er war hier elf Monate von 1834 bis 1835 inhaftiert.

## Trivia

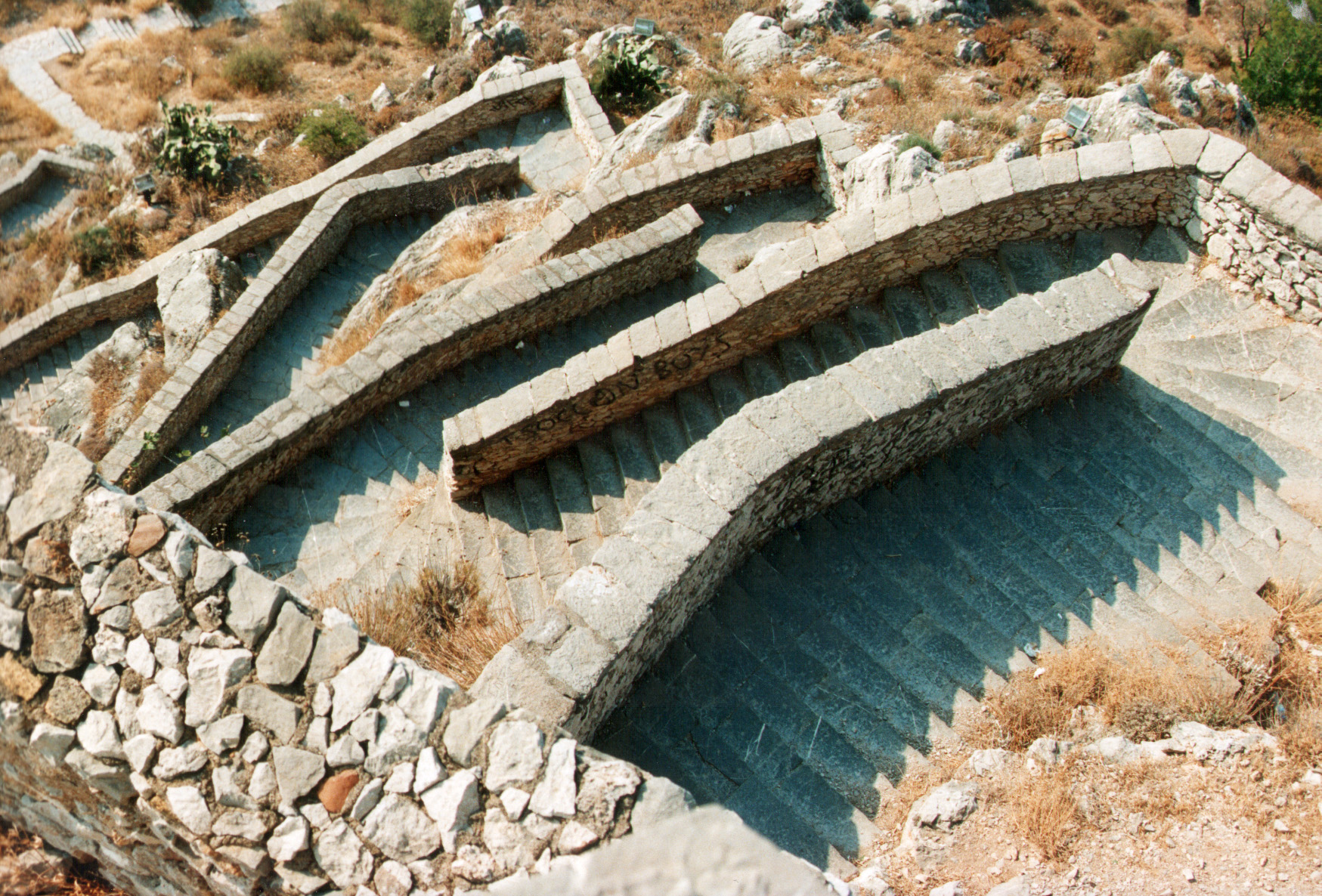
Stufen zum Westeingang

Die Festung ist von Mai bis Jahresende für Besucher geöffnet. Der Eintritt ist kostenpflichtig. In vielen Reiseführern wird verbreitet, dass die Festung so angelegt wurde, dass genau 999 Stufen von Nafplio bis zum Westeingang führen. Dies kann allerdings nur als ein Mythos angesehen werden. Der heutige Weg entspricht nicht dem historischen, gegen Beschuss überdachten und für Pferde bzw. Esel gangbaren Weg (Gewölbetreppe). Je nach Zählung liegt die Anzahl an Stufen zwischen 847 und 901. Der Osteingang ist über eine befahrbare Straße aus zu erreichen.

## Bilder

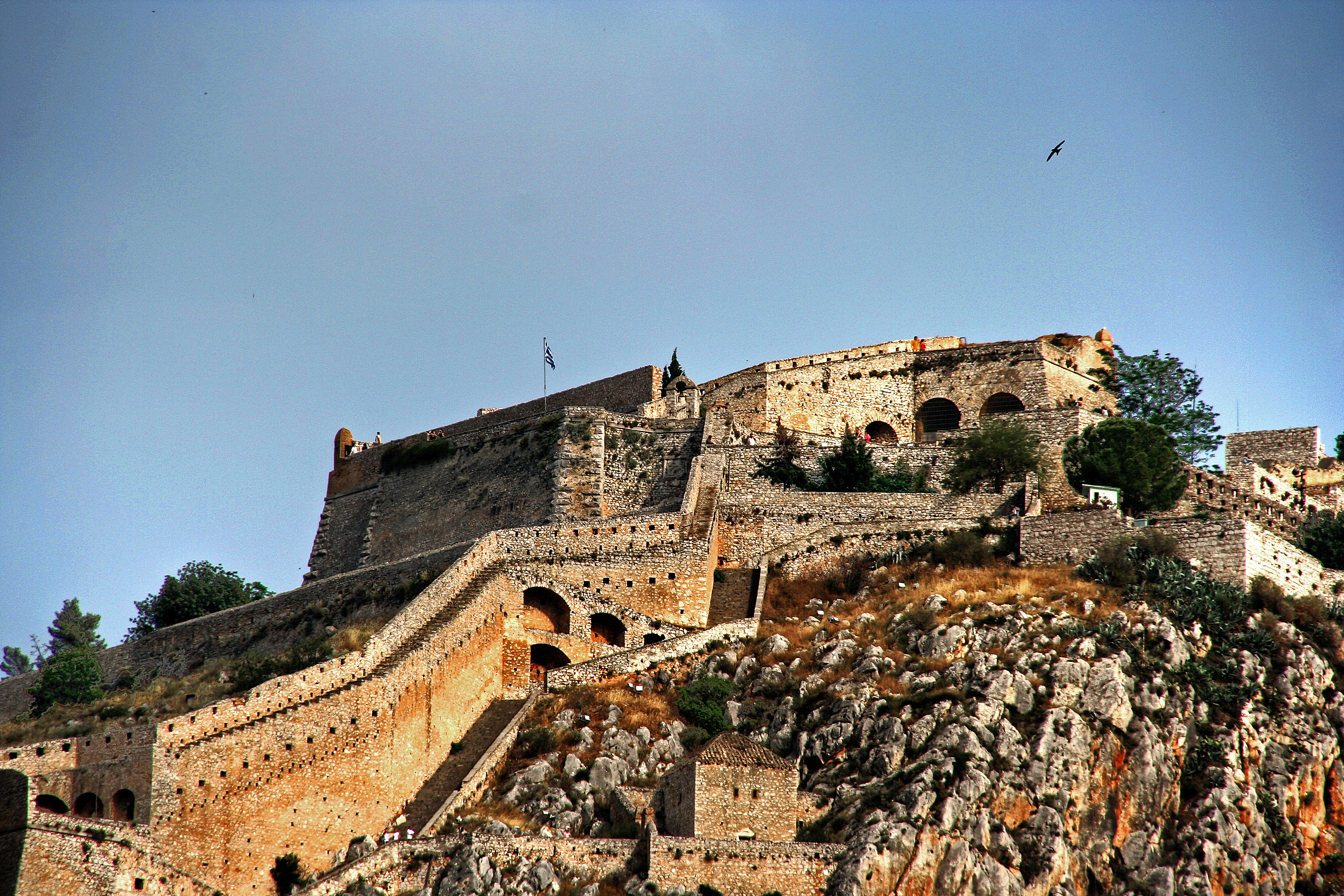
Festung Palamidi
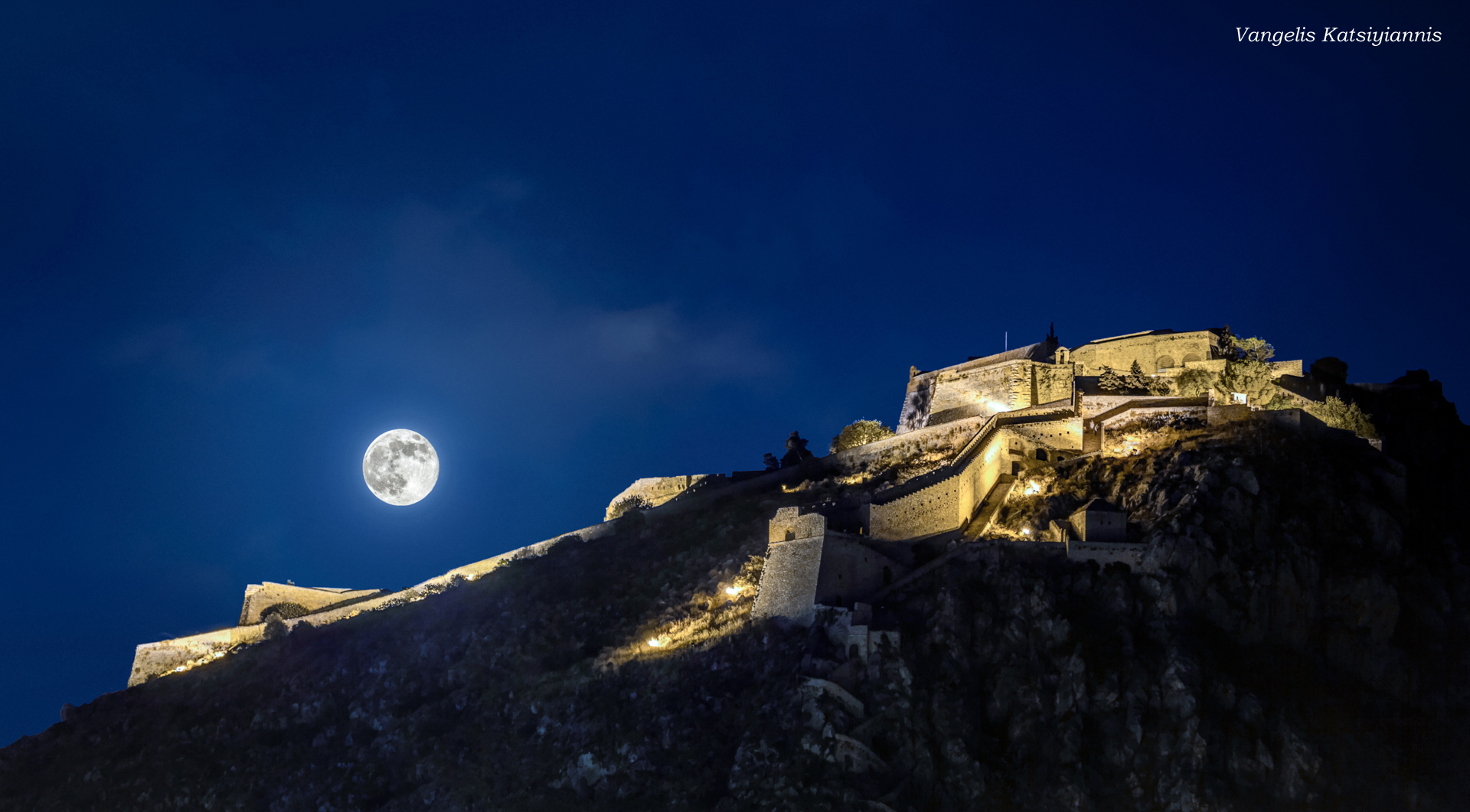
Palamidi bei Nacht
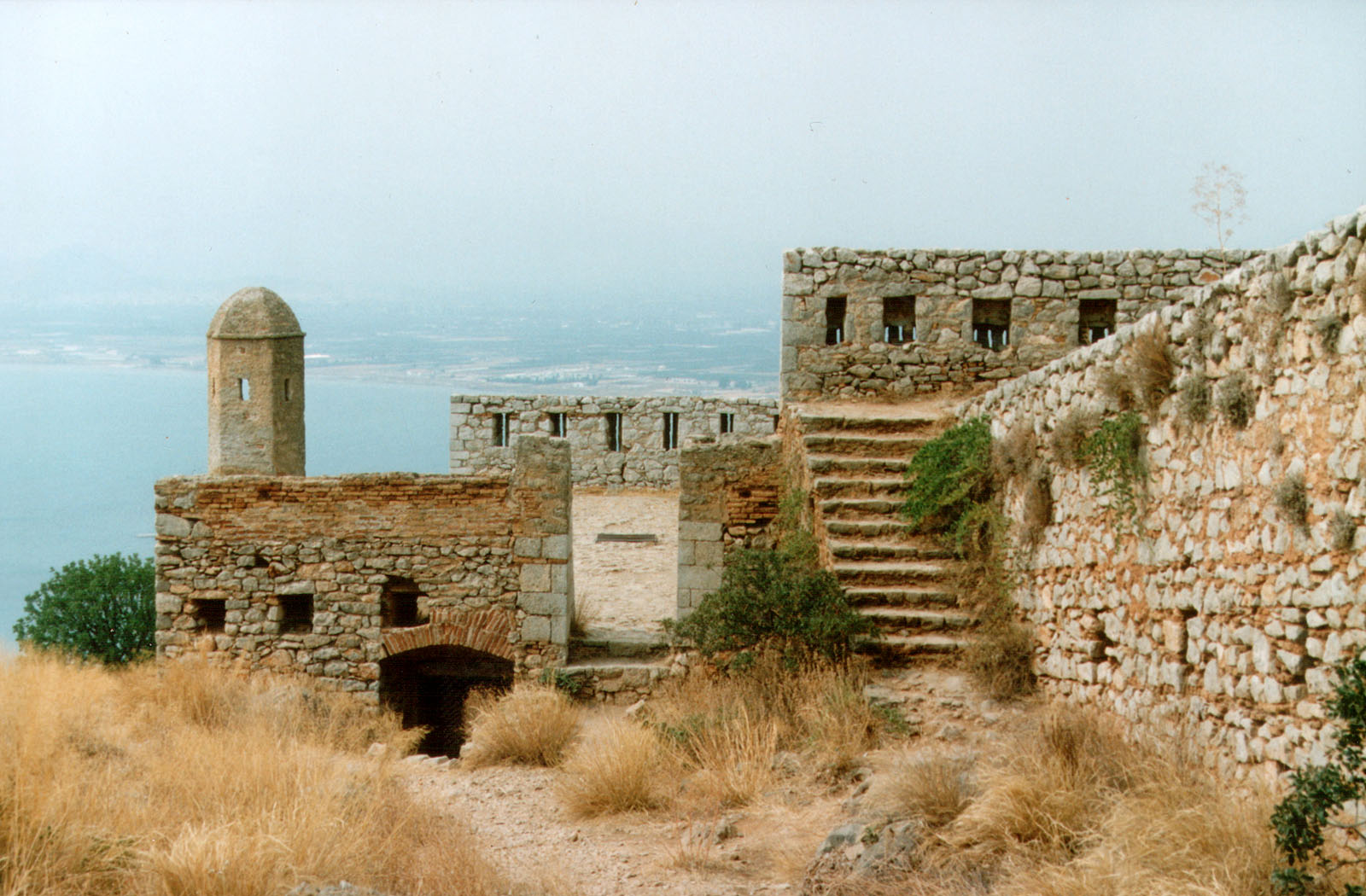
Palamidi
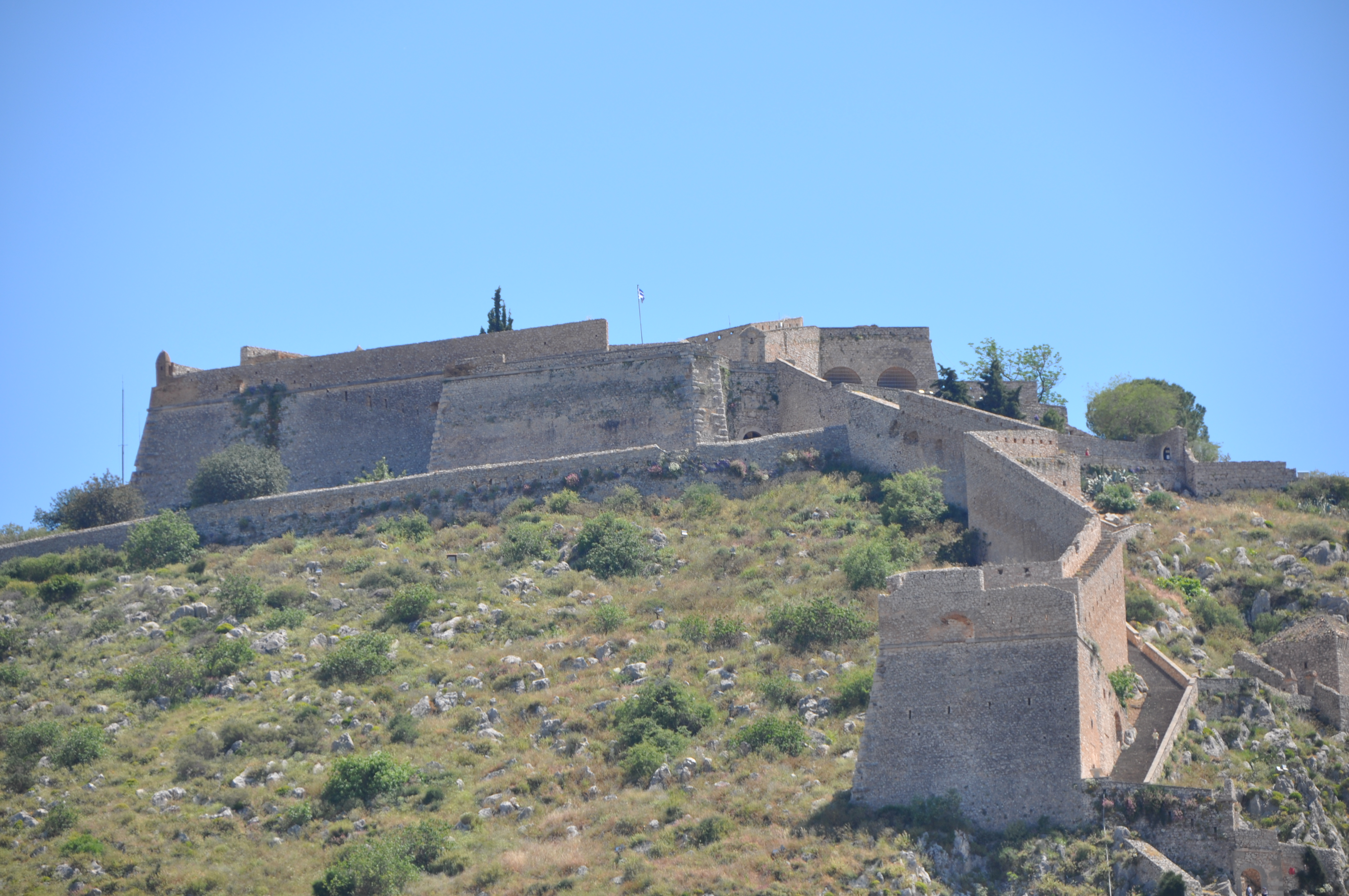
Blick auf Palamidi von Nafplio
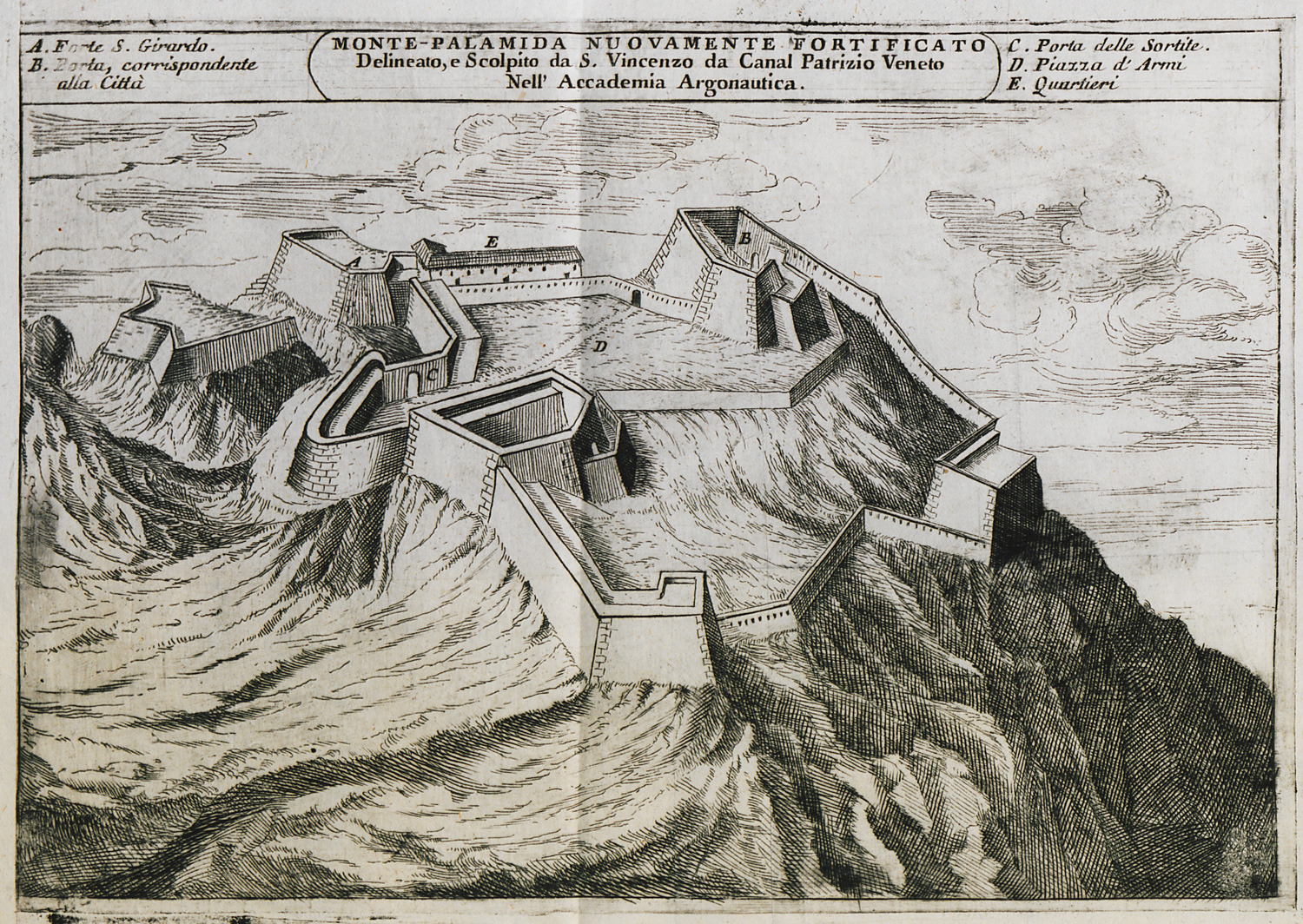
Zeichnung der Festung (1708)
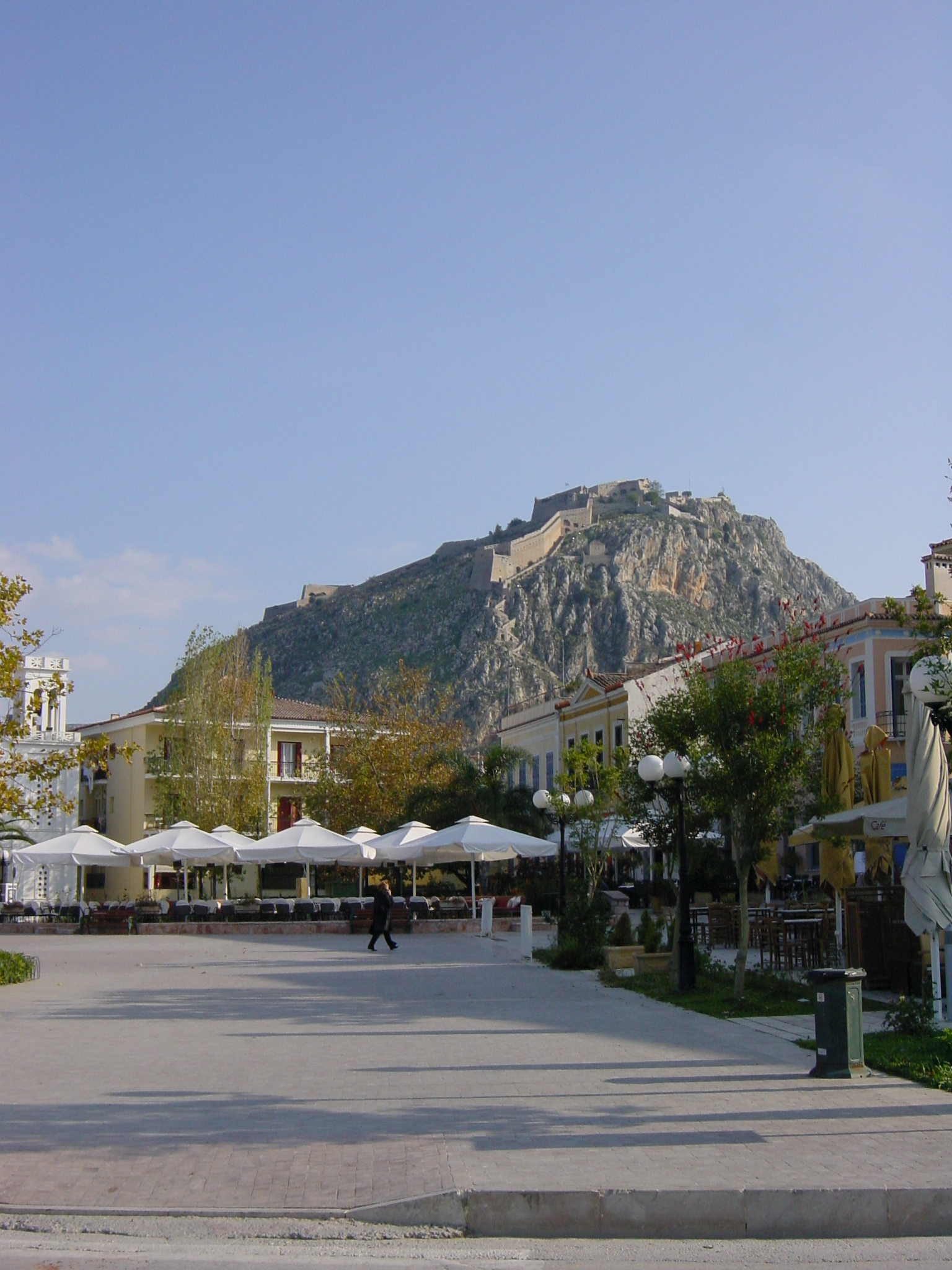
Palamidi von Nafplio aus gesehen
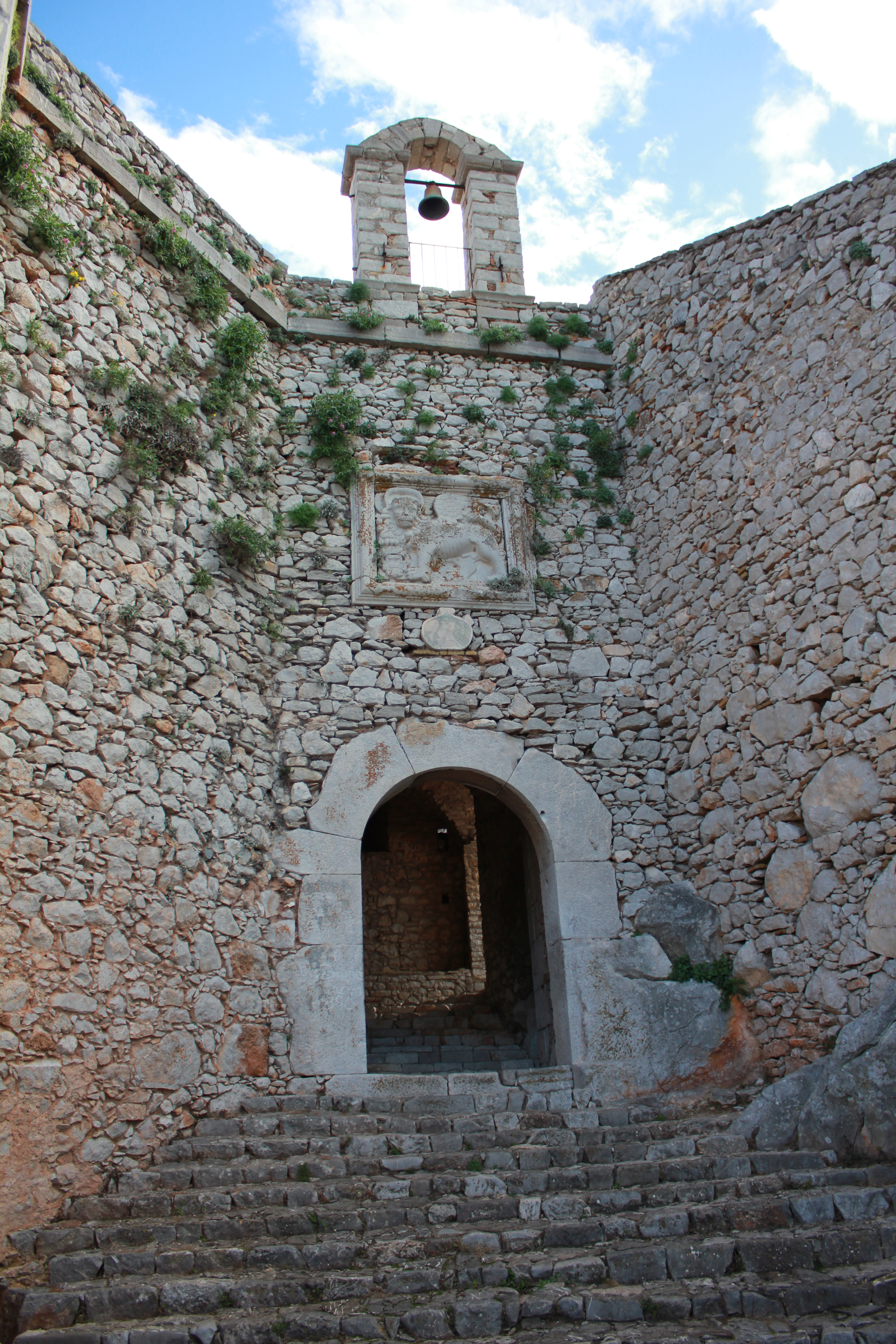
Tor in der Palamidi-Festung